# Halowe Mistrzostwa Europy w Lekkoatletyce 1978 – bieg na 400 m mężczyzn
Bieg na 400 metrów mężczyzn – jedna z konkurencji biegowych rozgrywanych podczas halowych lekkoatletycznych mistrzostw Europy w hali Palasport di San Siro w Mediolanie. Eliminacje i półfinały zostały rozegrane 11 marca, a bieg finałowy 12 marca 1978. Zwyciężył reprezentant Włoch Pietro Mennea. Tytułu zdobytego na poprzednich mistrzostwach nie bronił Fons Brydenbach z Belgii.

## Rezultaty

### Eliminacje
Rozegrano 4 biegi eliminacyjne, do których przystąpiło 14 biegaczy. Awans do półfinału dawało zajęcie jednego z pierwszych dwóch miejsc w swoim biegu (Q).
Opracowano na podstawie materiału źródłowego.
Bieg 1
| Miejsce | Zawodnik           | Czas  | Uwagi |
| ------- | ------------------ | ----- | ----- |
| 1       | Nándor Hornyacsek  | 48,64 | Q     |
| 2       | Wasyl Archypenko   | 48,79 | Q     |
| 3       | Giovanni Bongiorni | 48,79 |       |

Bieg 2
| Miejsce | Zawodnik           | Czas  | Uwagi |
| ------- | ------------------ | ----- | ----- |
| 1       | Nikołaj Czerniecki | 47,20 | Q     |
| 2       | Ryszard Podlas     | 47,80 | Q     |
| 3       | Eddy De Leeuw      | 48,34 |       |
| 4       | Janko Bratanow     | 48,64 |       |

Bieg 3
| Miejsce | Zawodnik         | Czas  | Uwagi |
| ------- | ---------------- | ----- | ----- |
| 1       | Alfonso Di Guida | 47,96 | Q     |
| 2       | Karel Kolář      | 47,96 | Q     |
| 3       | Narcis Popow     | 48,19 |       |
| –       | Edward Antczak   | DNF   |       |

Bieg 4
| Miejsce | Zawodnik      | Czas  | Uwagi |
| ------- | ------------- | ----- | ----- |
| 1       | Pietro Mennea | 48,40 | Q     |
| 2       | Željko Knapić | 48,55 | Q     |
| 3       | Paweł Pawłow  | 48,83 |       |

### Półfinały
Rozegrano 2 biegi półfinałowe, w których wystartowało 8 biegaczy. Awans do finału dawało zajęcie jednego z dwóch pierwszych miejsc w swoim biegu (Q).
Opracowano na podstawie materiału źródłowego.
Bieg 1
| Miejsce | Zawodnik           | Czas  | Uwagi |
| ------- | ------------------ | ----- | ----- |
| 1       | Nikołaj Czerniecki | 47,29 | Q     |
| 2       | Željko Knapić      | 47,61 | Q     |
| 3       | Alfonso Di Guida   | 47,86 |       |
| 4       | Nándor Hornyacsek  | 48,06 |       |

Bieg 2
| Miejsce | Zawodnik         | Czas  | Uwagi |
| ------- | ---------------- | ----- | ----- |
| 1       | Ryszard Podlas   | 47,08 | Q     |
| 2       | Pietro Mennea    | 47,16 | Q     |
| 3       | Wasyl Archypenko | 47,71 |       |
| 4       | Karel Kolář      | 48,62 |       |

### Finał
Opracowano na podstawie materiału źródłowego.
| Miejsce | Zawodnik           | Czas  |
| ------- | ------------------ | ----- |
| 1       | Pietro Mennea      | 46,51 |
| 2       | Ryszard Podlas     | 46,55 |
| 3       | Nikołaj Czerniecki | 46,72 |
| 4       | Željko Knapić      | 47,83 |